# 이혼 증서
이혼 증서(A Bill Of Divorcement)는 미국에서 제작된 조지 큐커 감독의 1932년 드라마 영화이다. 존 베리모어 등이 주연으로 출연하였다.

## 출연

### 주연
- 존 베리모어
- 빌리 버크

### 조연
- 데이비드 매너즈
- 캐서린 헵번
- 폴 카바나흐
- 헨리 스테펀슨
- 게일 에버스
- 엘리자베스 패터슨

## 제작진
- 원작자: 클레멘스 데인
- 미술: 캐롤 클락
- 의상: Josette De Lima

## 같이 보기
- 크리스마스 영화 목록